# Gastroezofagealna refluksna bolest
Gastroezofagealna refluksna bolest (GERB) očituje se vraćanjem želučanog sadržaja u jednjak što ima za posljedicu oštećenje jednjaka želučanim sokom. Naime, jednjak nema mehanizme zaštite stjenke od agresivnog djelovanja želučanog soka kao stjenka želuca, pa je želučani sok može oštetiti. Razlog nastanku takve bolesti jest loša funkcija kardijačnog sfinktera (okrugli mišić zatvarač između jednjaka i želuca) koji se ne može u potpunosti zatvoriti. Rezultat je stalna žgaravica, ulceracije, krvarenja, i bolovi kod gutanja. 

## Liječenje
Liječenje se provodi primjenom H2 blokatora i inhibitora protonske pumpe, ali i propulzivima kao što su metoklopramid i cisaprid. Ponekad je ipak neophodna kirurška intervencija. Također, neophodne su mjere prilagođene prehrane. 